# Fox River Grove
Fox River Grove es una villa ubicada en el condado de McHenry en el estado estadounidense de Illinois. En el Censo de 2010 tenía una población de 4854 habitantes y una densidad poblacional de 1.053,48 personas por km².

## Geografía
Fox River Grove se encuentra ubicada en las coordenadas 42°11′44″N 88°12′52″O / 42.19556, -88.21444. Según la Oficina del Censo de los Estados Unidos, Fox River Grove tiene una superficie total de 4.61 km², de la cual 4.61 km² corresponden a tierra firme y (0%) 0 km² es agua.

## Demografía
Según el censo de 2010, había 4854 personas residiendo en Fox River Grove. La densidad de población era de 1.053,48 hab./km². De los 4854 habitantes, Fox River Grove estaba compuesto por el 93.61% blancos, el 0.64% eran afroamericanos, el 0.12% eran amerindios, el 2.95% eran asiáticos, el 0% eran isleños del Pacífico, el 0.99% eran de otras razas y el 1.69% pertenecían a dos o más razas. Del total de la población el 5.38% eran hispanos o latinos de cualquier raza.